# Марен, Жак
Жак Раймон Марен (фр. Jacques Raymond Marin; * 9 сентября 1919 г. Париж; † 10 января 2001 г. Канн) — французский актёр театра и кино.

## Жизнь и творчество
После окончания в возрасте 18 лет Высшей национальной консерватории драматического искусства Марен продолжает обучение актёрскому мастерству под руководством Андре Бруно (1879—1973). В возрасте 23 лет состоялся его театральный дебют в пьесе Поля Рейналя «Человеческий материал». Начиная со второй половины 1940-х годов, актёр снимается в многочисленных художественных и телевизионных фильмах у таких режиссёров, как Андре Кайат, Робер Верне, Жиль Гранжье, Жан-Поль ле Шануа, Клод Отан-Лара, Анри Вернёй, Жан Деланнуа. Сыграл в 16 фильмах вместе с Жаном Габеном. Среди более чем 130 кинофильмов, в которых играл Жак Марен, немалая доля голливудской продукции, отснятой во Франции. Марен привлекал американских производителей кино отличным знанием английского языка и своей типично «французской» внешностью. Одной из лучших сыгранных им ролей является капитан Бриё, командир воздушного судна «Гиперион», в диснеевской ленте «Остров на краю света» (1974). В период с 1952 по 1983 год как актёр выступал в различных постановках на театральной сцене. В 1952—1990 годы снимается в телефильмах и принимает участие в различных программах французского телевидения.
Марен скончался на юге Франции, в городе Канн от отёка лёгкого. Похоронен там же.

## Фильмография (избранное)
- 1951 — Только в Париже / Seul dans Paris — Режиссёр: Эрве Бромбергер
- 1952: «Запрещённые игры» (Jeux interdits) — Режиссёр: Рене Клеман
- 1952: «Мы все убийцы» (Nous sommes tous des assassins) — Режиссёр: Андре Кайат
- 1954: «Перед потопом» (Avant le déluge) — Режиссёр: Андре Кайат
- 1954: «Французский канкан» (French Cancan) — Режиссёр: Жан Ренуар
- 1956: «Дорога в разложение» (Des gens sans importance) — Режиссёр: Анти Вернёй
- 1956: «Мария-Антуанетта — королева Франции» (Marie-Antoinette reine de France) — Режиссёр: Жан Деланнуа
- 1957: «Повторение запрещено» (Reproduction interdite) — Режиссёр: Жиль Гранжье
- 1957: «Винтаж» (The Vintage) — Режиссёр: Джеффри Хейден
- 1957: «У тебя только три дня» (Trois jours à vivre) — Режиссёр: Жиль Гранжье
- 1957: «Лиловые ворота» (Porte des Lilas) — Режиссёр: Рене Клер
- 1957: «Парижанка» (Une parisienne) — Режиссёр: Мишель Буарон
- 1957: «Отверженные» (Les misérables) — Режиссёр: Жан-Поль ле Шануа
- 1958: «Двустворчатое зеркало» (Le miroir à deux faces) — Режиссёр: Андре Кайат
- 1958: «Корни неба» (The Roots of Heaven) — Режиссёр: Джон Хастон
- 1958: «Ля Тур, берегись!» (La Tour, prends garde!) — Режиссёр: Жорж Лампен
- 1959: «Бродяга Архимед» (Archimède, le clochard) — Режиссёр, Жиль Гранжье
- 1959: «Улица Прэри»(Rue des Prairies) — Режиссёр: Дени де ла Петелье
- 1960: «Драма в зеркале» (Crack in the Mirror) — Режиссёр: Ричард Флейшнер
- 1960: «Вражеский генерал» The Enemy General — Режиссёр: Джордж Шерман
- 1960: «Француженка и любовь» (La française et l’amour) — Режиссёр: Рене Клер
- 1960: «Истина» (La vérité) — Режиссёр: Анри-Жорж Клузо
- 1961: «Президент» (Le président) — Режиссёр: Анри Вернёй
- 1961: «Чёрный монокль» (Le monocle noir) — Режиссёр: Жорж Лотнер
- 1962: «Джентльмен д/Эпсом» (Le gentleman d’Epsom) — Режиссёр: Жиль Гранжье
- 1963: «Осторожно, дамы!» (Méfiez-vous, mesdames !) — Режиссёр: Андре Юнебель
- 1963: «Шарада» (Charade) — Режиссёр: Стэнли Донен
- 1964: «Поезд» (The Train) — Режиссёр: Джон Франкенхаймер
- 1965: «Фантомас разбушевался» (Fantômas se déchaîne) — Режиссёр: Андре Юнебель
- 1965: «Кутилы» (Les Bons vivants) — Режиссёр: Жиль Гранжье, Жорж Лотнер
- 1966: «Париж в августе» (Paris au mois d’août) — Режиссёр: Пьер Гранье-Деферр
- 1966: «Как украсть миллион» (How to Steal a Million) — Режиссёр: Уильям Уайлер
- 1967: «25-й час» (La vingt-cinquième heure) — Режиссёр: Анри Вернёй
- 1968: «Мотоциклистка» (The Girl on a Motorcycle) — Режиссёр: Джек Кардифф
- 1968: «Ночь следующего дня» (The Night of the Following Day) — Режиссёр: Хуберт Корнфильд
- 1970: «Милая Лили» (Darling Lili) — Режиссёр: Блейк Эдвардс
- 1971: «Время для любви» (A Time for Loving) — Режиссёр: Кристофер Майлз
- 1976: «Марафонец» (Marathon Man) — режиссёр: Джон Шлезингер
- 1978: «Гороскоп» (L’horoscope) — Режиссёр: Жан Жиро
- 1979: «Приключения барона Мюнхаузена» (Les fabuleuses aventures du légendaire baron de Münchhausen) — Режиссёр: Жан Имаж
- 1984: «Тайна жителей Луны» (Le secret des sélénites) — Режиссёр: Жан Имаж
- 1991: «Звезда для двоих» (A Star for Two) — Режиссёр: Джим Кауфман